# Каиф, Катрина
Катрина Каиф (англ. Katrina Kaif [kəˈʈriːnaː ˈkɛːf]; род. 16 июля 1983, Британский Гонконг) — индийская актриса и модель. Одна из наиболее высокооплачиваемых актрис Индии. Считается одной из самых привлекательных знаменитостей в Индии с точки зрения СМИ.
Родилась в Гонконге, вместе с семьёй жила в нескольких странах, прежде чем переехала в Лондон. Первую работу в качестве модели получила в подростковом возрасте и позже продолжила карьеру в качестве манекенщицы. На модном показе в Лондоне, её заметил режиссёр Кайзад Густад и пригласил в фильм «Бум» (2003), провалившийся в прокате. Затем она снялась в фильме на телугу «Принцесса Маллишвари» (2004). Известность как актриса получила после выхода фильмов «Как я полюбил» (2005) с Салманом Ханом и «Намасте Лондон» (2007) с Акшаем Кумаром. За ними последовала серия кассовых хитов, хотя актриса подверглась критике за свою игру, повторяющиеся роли и склонность к фильмам с доминированием мужских персонажей.
В 2009 году она снялась в драме о терроризме «Нью-Йорк», которая принесла ей номинацию на Filmfare Award за лучшую женскую роль. Вторую номинацию на данную премию актриса получила за роль в фильме «Невеста моего брата» (2011). В следующие годы приняла участие в таких кассовых хитах как «Жил-был тигр» (2012) и «Байкеры 3» (2013). Несмотря на смешанные отзывы критиков о её актёрском мастерстве, она зарекомендовала себя как коммерчески успешная актриса кино на хинди.

## Биография
Катрина Каиф родилась в Гонконге 16 июля 1983 года. По словам актрисы, её отец (Мохаммед Каиф) — британский бизнесмен из Кашмира, а её мать (Сюзанн Тюркотт) — английский юрист и благотворитель. У актрисы есть три старшие сестры (Стефани, Кристина и Наташа), три младшие сестры (Мелисса, Соня и Изабель) и старший брат (Майкл). Изабель Каиф также является моделью и актрисой. Родители Катрины развелись, когда она была ребёнком, и её отец переехал в США. Она рассказывала, что отец не имел никакого влияния на неё и сестер, когда они росли, и их воспитывала мать. По поводу отсутствия отца в её жизни, Каиф заявила: «когда я вижу друзей, у которых прекрасные отцы, которые, как столбы служат опорой для своих семей, я говорю, если бы я только имела такого. Но вместо того, чтобы жаловаться, я должна быть благодарна за все остальные вещи, которые у меня есть».
Каиф говорит, что её мать решила «посвятить свою жизнь социальной работе», что привело к пребыванию семьи в ряде стран на протяжении различного времени:
В период моего взросления мы постоянно переезжали: из Гонконга, где я родилась, в Китай, потом в Японию, а из Японии на корабле во Францию… после Франции — Швейцария, и я не считаю множество Восточно-Европейских стран, где мы были всего несколько месяцев, потом Краков в Польше… после этого мы поехали в Бельгию, затем на Гавайи, где пробыли короткое время, а потом переехали в Лондон.
Из-за их частых переездов, Катрина и её брат и сестры были на домашнем обучении. Хотя многие думают, что она выросла в Лондоне, она прожила там только три года, прежде чем переехать в Индию.

## Карьера

### Карьера модели и первые годы в кино
В возрасте четырнадцати лет, Каиф выиграла конкурс красоты на Гавайях, и получила свою первую работу модели в ювелирной компании. Она занялась модельным бизнесом профессионально уже в Лондоне, работая на независимые агентства, и регулярно выступала на Лондонской неделе моды. На показе Каиф привлекла внимание лондонского режиссёра Кайзада Густада. Он выбрал её для роли в англо-индийском эротическом фильме «Бум» (2003), в котором также принимали участие Амитабх Баччан, Гульшан Гровер, Джеки Шрофф, Мадху Сапре и Падма Лакшми. Во время съемок в Индии, Каиф получила другие предложения и решила остаться в стране. В 2003 году она начала успешную модельную карьеру в Индии, рекламируя такие бренды как Кока-кола, LG Group, Fevicol и Samsung.
После провала своего первого проекта в Болливуде, Каиф снялась в фильме на телугу «Принцесса Маллишвари» (2004) с Венкатешем в главной роли. Гонорар актрисы составил ₹7,5 млн (120 000 долларов США), что стало самой высокой зарплатой для южно-индийской актрисы на тот момент. Несмотря на негативные отзывы за актёрскую игру, «Принцесса Маллишвари» стал прибыльным фильмом. Затем Каиф появилась с Абхишеком Баччаном в политическом триллере Рам Гопала Вармы в фильме «По стопам отца» (2005). Следующим её фильмом стал «Как я полюбил», где она снялась с Салманом Ханом, Сушмитой Сен и Сохаилом Ханом, и который она считает её «первым реальным шагом в Болливуд». Фильм стал успешным. За роль в этом фильме она получила награду Stardust Award в номинации «прорыв года».
В 2006 году она появилась в паре с Акшаем Кумаром в фильме «Предчувствие любви», истории двух незнакомых людей, которые влюбляются в друг друга несмотря на то, что помолвлены с другими. Фильм провалился в прокате. Также Катрина Каиф снялась в ещё одном фильме на телугу и в фильме на малаялам.

### Коммерческий успех
Перспективы карьерного роста у Каиф появились в 2007 году, когда она снялась в четырёх Болливудских хитах.
В «Намасте Лондон» она сыграла в паре с Акшаем Кумаром. После этого она получила второстепенную роль врача в спортивной драме «Родные люди». Картина была весьма ожидаемой, так как ознаменовала первое появление актёра Дхармендры в одном фильме со своими сыновьями, Санни и Бобби. После «Родных людей» она приняла участие в комедии Дэвида Дхавана «Партнер» вместе с Салманом Ханом, Ларой Датта и Говиндой. Фильм имел крупный финансовый успех. Также актриса приняла участие в фильме «Добро пожаловать» наряду с Акшаем Кумаром, Нана Патекаром, Малликой Шерават и Анилом Капуром. Хотя фильм получил в основном негативные отзывы, он оказался вторым самым кассовым индийским фильмом 2007 года.
В 2008 году у актрисы вышло три релиза, первый из которых был триллером про двух сводных братьев, которые борются за наследство отца, где Каиф сыграла секретаршу старшего брата в исполнении Саифа Али Хана, которая также является любовницей младшего в исполнении Акшая Кханны. Кинокритик Нихат Казми высоко оценил фильм, похвалив его за «супер крутой вид и тестостерон-высокий экшн-сцены». После «Гонки» Катрина снялась в фильме «Король Сингх», собравшем ₹1,25 млрд (19 млн долларов США) по всему миру, что сделало его шестым успешным фильмом Катрины.
Следующий её фильм «Наследники» оказался крупным кассовым провалом. В рамках подготовки к своей роли в качестве виолончелистки она практиковалась играть с членами оркестра. Соня Чопра с сайта Sify отметила в своей рецензии: «Катрина замечательна, играет на виолончели убедительно и выглядит неземной». Несмотря на смешанную реакцию критиков фильма, сценарий фильма был добавлен в библиотеку Академии кинематографических искусств и наук за его художественные достоинства.
В 2009 году Катрина приняла участие в фильме «Нью-Йорк» вместе с Джоном Абрахамом и Нил Нитин Мукешем. В нём она сыграла Майю, студентку колледжа, которая выходит замуж за террориста. Актриса сказала, что она отождествляет себя с Майей, так как она испытывала похожую изоляцию из-за цвета её кожи, когда она жила в Лондоне. Фильм оказался успешным и получил положительные отзывы. «Нью-Йорк» принес ей первую номинацию на Filmfare Award за лучшую женскую роль. В том же году она снялась вместе с Ранбиром Капуром в фильме «Удивительная история странной любви», ставшим хитом.
В 2010 году актриса приняла участие в фильме «Политики», в актёрский ансамбль которого входили Ранбир Капур, Аджай Девган, Арджун Рампал, Нана Патекар, Манодж Баджпаи и Сара Томпсон. Сюжет фильма вдохновлён «Махабхаратой» и романом Марио Пьюзо «Крестный отец» (1969). Затем Катрина Каиф появилась с Акшай Кумаром в комедии «Король обмана», провалившемся в прокате, но за её актёрскую игру и за исполнение в песне «Sheila Ki Jawani» получила положительную оценку.
В следующем году, Каиф была в паре с Ритик Рошаном в фильме «Жизнь не может быть скучной». Фильм имел критический и коммерческий успех и был одним из самых награждённых фильмов года, получив множество премий как лучший фильм. Затем она снялась в фильме «Невеста моего брата» вместе с Имраном Ханом и Али Зафар, за роль в котором она была второй раз номинирована на премию Filmfare.

### Настоящее время

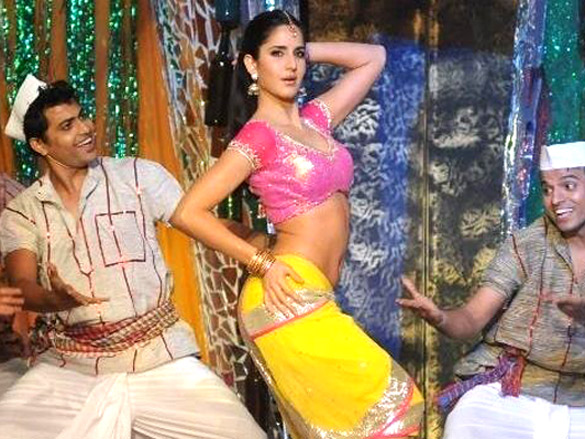
Катрина исполняет танец под песню «Chikini Chameli» на 18-й церемонии Colors Screen Awards

В 2012 году Каиф появилась в танцевальном номере «Chikni Chameli» в фильме «Огненный путь». По словам актрисы, «это была тяжелая работа. Это было очень быстро, и это не тот стиль, к которому я привыкла, но я восприняла это как вызов». В своём следующем проекте, шпионском триллере Кабира Хана «Был один тигр», она выступила как агент пакистанской разведки, которая влюбляется в индийского агента. Фильм заработал 3,1 млрд рупий (48 млн долларов), став самым кассовым фильмом года в Индии.
В том же году Каиф снялась вместе с Аннушкой Шарма и Шахрух Ханом в фильме Яша Чопры «Пока я жив». О работе с Чопрой, она говорит, что он «несомненно является королем романтики, и я всегда восхищалась тем, как он преподносит своих героинь. Это всегда было мечтой работать с ним, и реальность оказалась даже лучше». С коммерческой точки зрения, фильм оказался кассовым хитом с доходом 2,1 млрд рупий ($33 млн) во всем мире.
В 2013 году сыграла роль артистки цирка в боевике «Байкеры 3» с Аамиром Ханом в главной роли. Чтобы подготовиться к съёмкам, она взяла годичный курс пилатеса, функционального тренинга и воздушных ремней. Фильм получил неоднозначные отзывы, и роль Катрины подверглась критике за свою незначительность. Однако картина смогла заработать 5,42 млрд рупий (US$84 млн) и стала самым кассовым Болливудским фильмом всех времен, пока этот рекорд не был превзойден комедией «Пикей» в 2014 году.
В следующем фильме «Тот самый день» Катрина сыграла в администратора банка, которая невольно оказывается втянутой в похищение крупного алмаза вместе с тайным агентом (Ритик Рошан). Хотя фильм стал коммерчески успешным, финансовые аналитики отметили, что это не оправдал ожидания по сборам.
В 2015 году Катрина снялась в фильме «Фантом» с Саифом Али Ханом.
На следующий год она появилась в двух фильмах. В «Одержимости» Абхишека Капура, актриса сыграла вместе с Адитьей Роем Капуром и Табу, ради съёмок покрасив волосы в алый цвет. Позднее в том же году она снялась в любовной истории Нитьи Мехры «Смотри снова и снова» вместе с Сидхартхом Мальхотрой. Оба фильма вышли критическими и коммерческими провальными.
В 2017 году вышел фильм «Детектив Джагга», где она снова сыграла вместе с Ранбиром Капуром. Однако, несмотря на положительную оценку критиков, он провалился в прокате. В том же году вышел фильм «Тигр жив» с Салманом Ханом, ставший продолжением «Жил-был тигр», и также как и приквел имевший коммерческий успех.
2018 год оказался провальным в её карьере, причиной того маленькие роли. В этот год вышел фильм «Банды Хиндостана» с Амитабхом Баччаном, Аамиром Ханом и Фатимой Саной Шейх в главных ролях. Несмотря на то, что её персонаж Сурайя была заявлена как главная героиня, Катрина появилась на экране только в двух песнях и ещё нескольких сценах, хотя во время пре-продакшен фильма было заявлено что будет играть английскую девушку по имени Элизабет. Через месяц она появилась в фильме «Ноль», главную роль в котором исполнил Шахрух Хан. Её героиня в фильме — актриса-алкоголичка, но время её появления на экране было ограничено 25 минутами. Оба фильма провалились в прокате.
Помимо этого актриса снимается в фильме Bharat, в котором она заменила Приянку Чопру.

## Личная жизнь
Катрина была в отношениях с Салманом Ханом с 2002 года, называя их её первыми серьёзными отношениями. В 2010 году они расстались друзьями.
Он сыграл огромную роль в моей карьере. Нет никаких сомнений, что я ценю его мнение. Но как человек, Салман имел наибольшее влияние на мою жизнь. Я подружилась с ним, когда я была молода и его личность оказала на меня сильное впечатление. Если я оглядываюсь назад, то вижу его влияние на мою жизнь, и это потрясающе.
В 2009 году на съемках фильма «Удивительная история странной любви» она сблизилась с актёром Ранбиром Капуром. В 2010 году они начали встречаться. Изначально актёры отрицали свои отношения, говоря СМИ о том, что они всего лишь друзья. В 2013 году журнал Stardust выпустил фотографии, сделанные папарацци, где Ранбир и Катрина отдыхают на пляже на Ибице. Хотя Ранбир никогда официально не подтверждал эти отношения, он называет Катрину «особенным человек в его жизни», в 2015 году он признался, что находится в серьёзных отношениях уже несколько лет. С февраля 2015 года по январь 2016 года Ранбир и Катрина жили вместе в жилом комплексе Silversands на Картер Роуд в Мумбаи. В феврале 2016 года расстались.
В ноябре 2021 года Катрина вышла замуж за актёра Вики Каушала.

## Фильмография
| Год  |   | Русское название                    | Оригинальное название         | Роль                           |
| ---- | - | ----------------------------------- | ----------------------------- | ------------------------------ |
| 2003 | ф | Бум                                 | Boom                          | Рина Каиф                      |
| 2004 | ф | Принцесса Маллишвари                | Malliswari (тел.)             | Маллишвари                     |
| 2005 | ф | По стопам отца                      | Sarkar                        | Пуджа                          |
| 2005 | ф | Как я полюбил                       | Maine Pyaar Kyun Kiya?        | Сония                          |
| 2005 | ф | Удар молнии                         | Allari Pidugu (тел.)          | Свати                          |
| 2006 | ф | Предчувствие любви                  | Humko Deewana Kar Gaye        | Джия Яшвардхан                 |
| 2006 | ф | Кольцо для актрисы                  | Balram vs. Tharadas (малаял.) | Суприя                         |
| 2007 | ф | Намасте Лондон                      | Namastey London               | Джасмит «Джаз» Мальхотра       |
| 2007 | ф | Родные                              | Apne                          | Нандини                        |
| 2007 | ф | Партнёр                             | Partner                       | Прия Джайсингх                 |
| 2007 | ф | Добро пожаловать!                   | Welcome                       | Санджана Шетти                 |
| 2008 | ф | Гонка                               | Race                          | София                          |
| 2008 | ф | Король Сингх                        | Singh Is Kinng                | Сония                          |
| 2008 | ф | Алло, колл-центр слушает!           | Hello                         | рассказчица (камео)            |
| 2008 | ф | Наследники                          | Yuvvraaj                      | Анушка                         |
| 2009 | ф | Нью-Йорк                            | New York                      | Майя Шейкх                     |
| 2009 | ф | Голубая бездна                      | Blue                          | Никки                          |
| 2009 | ф | Удивительная история странной любви | Ajab Prem Ki Ghazab Kahani    | Дженифер «Дженни» Пинто        |
| 2009 | ф | Большой переполох                   | De Dana Dan                   | Анджали Каккад                 |
| 2010 | ф | Политики                            | Raajneeti                     | Инду Саксена / Инду Пратап     |
| 2010 | ф | Король обмана                       | Tees Maar Khan                | Ания Хан                       |
| 2011 | ф | Жизнь не может быть скучной         | Zindagi Na Milegi Dobara      | Лайла                          |
| 2011 | ф | Телохранитель                       | Bodyguard                     | камео в песне «Bodyguard»      |
| 2011 | ф | Невеста моего брата                 | Mere Brother Ki Dulhan        | Димпл Диксит                   |
| 2012 | ф | Огненный путь                       | Agneepath                     | камео в песне «Chikni Chameli» |
| 2012 | ф | Жил-был тигр                        | Ek Tha Tiger                  | Зоя                            |
| 2012 | ф | Пока я жив                          | Jab Tak Hai Jaan              | Мира Тхапар                    |
| 2013 | ф | Я — Кришна                          | Main Krishna Hoon             | камео                          |
| 2013 | ф |                                     | Bombay Talkies                | камео                          |
| 2013 | ф | Байкеры 3                           | Dhoom 3                       | Алия                           |
| 2014 | ф | Пиф-Паф / Тот самый день            | Bang Bang                     | Харлин Сахни                   |
| 2015 | ф | Призрак                             | Phantom                       | Наваз                          |
| 2016 | ф | Одержимость                         | Fitoor                        | Фирдаус                        |
| 2016 | ф | Смотри снова и снова                | Baar Baar Dekho               | Дия Варма                      |
| 2017 | ф | Детектив Джагга                     | Jagga Jasoos                  | Шрути                          |
| 2017 | ф | Тигр жив                            | Tiger Zinda Hai               | Зоя                            |
| 2018 | ф | Бандиты из Индостана                | Thugs of Hindostan            | Сурайя                         |
| 2018 | ф | Ноль                                | Zero                          | Бабита                         |
| 2019 | ф | Бхарат                              | Bharat                        | Кумуд Райна                    |
| 2021 | ф | Сурьяванши                          | Sooryavanshi                  | Риа Гупта                      |

## Награды
- 2006 — Stardust Awards[англ.] — Прорыв (актриса)[30]
- 2008 — IIFA Awards — Гламурная дива[31]
- 2008 — Star Guild Awards[англ.] — Икона стиля[32]
- 2008 — Zee Cine Awards[англ.] — Британско-индийский актёр[33]
- 2010 — Screen Awards[англ.] — Артист года[34]
- 2010 — Stardust Awards — Лучшая актриса (выбор публики) — «Нью-Йорк» и «Удивительная история странной любви»[35]
- 2011 — Screen Award — Лучшая актриса (выбор публики) — «Политики» и «Король обмана»[36]
- 2011 — Star Guild Award — Артист года (выбор читателей Hindustan Times)[37]
- 2011 — Stardust Awards — Лучшая актриса в комедии или мелодраме — «Король обмана»[38]
- 2012 — BIG Star Entertainment Awards[англ.] — Самая занимательная актриса в романтическом фильме — «Пока я жив»[39]
- 2012 — BIG Star Entertainment Award — Лучшая экранная пара — «Пока я жив» (с Шахрух Ханом)[39]
- 2012 — Zee Cine Award — Международная икона[40]
- 2013 — Screen Award — Лучшая актриса (выбор публики) — «Жил-был тигр» и «Пока я жив»[41]
- 2013 — Zee Cine Award — Международная икона[42]